# Rade Krunić
Rade Krunić, né le 7 octobre 1993 à Foča, est un footballeur international bosnien qui évolue au poste de milieu de terrain à l'Étoile rouge de Belgrade.

## Carrière en club

### Début de carrière
Krunić passe par la formation de jeunes de son club local, le Sutjeska Foča, qu'il rejoint en 2006. Il fait ses débuts professionnels en 2011 à l'âge de 17 ans. Le 6 novembre, il marque son premier but professionnel contre Modriča, assurant la victoire pour son équipe.
En janvier 2013, il signe avec le club serbe Donji Srem.
À l'été 2014, Krunić rejoint le club italien Hellas Vérone, qui le prête pour six mois à Donji Srem.
En janvier 2015, il rejoint Borac Čačak.

### Empoli FC
En juillet, Krunić rejoint Empoli pour un contrat de trois ans. Il fait ses débuts officiels pour le club contre Sassuolo le 4 octobre. Le 24 octobre, il marque son premier but pour Empoli dans un triomphe contre le Genoa.
En octobre 2017, il prolonge son contrat avec l'équipe jusqu'en juin 2021.
Krunić est un élément important dans la conquête du titre de la Serie B d'Empoli, son premier trophée avec le club, qui est scellé le 28 avril 2018 et qui leur assure la promotion en Serie A seulement une saison après leur relégation. Il contribue avec cinq buts et dix passes décisives.
Le 1er décembre, il joue son 100e match pour l'équipe contre SPAL et réussit à marquer un but.

### AC Milan
En juillet 2019, Krunić est transféré à l'AC Milan pour un montant non divulgué, estimé être aux alentours de 8 millions d'euros.

#### Saison 2019-2020
Il fait ses débuts en compétition pour l'équipe le 29 septembre lors d'une défaite contre la Fiorentina. Le 3 novembre, il commence son premier match pour Milan contre la Lazio.
En février 2020, il subit une blessure au pied, diagnostiquée comme une fracture du pied et est écarté des terrains pendant au moins un mois. Il revient sur le terrain le 4 juillet, plus de quatre mois après la blessure.

#### Saison 2021-2022
Krunić joue son premier match de la saison lors d'une victoire contre la Sampdoria le 23 août 2021.
Le 19 octobre, il fait ses débuts en Ligue des champions de l'UEFA à l'extérieur contre Porto.
Il remporte son premier titre avec le club le 22 mai 2022, lorsqu'ils sont couronnés champions de la ligue après 11 ans.

#### Saison 2022-2023
Krunić apparait dans son premier match de la saison contre l'Udinese le 13 août.
En septembre, il signe un nouveau contrat de trois ans avec Milan.
Il joue son 100e match pour l'équipe contre le Dinamo Zagreb le 25 octobre, en Ligue des Champions de l'UEFA.
Le 2 novembre, il marque son premier but en Ligue des champions de l'UEFA lors d'une victoire contre le Red Bull Salzbourg,.

#### Saison 2023-2024
Au mercato hivernal 2023/2024, il est prêté avec obligation d'achat au club turc Fenerbahçe SK.
Il a officiellement fait ses débuts avec le club le 17 janvier lors d'un match de la Coupe de Turquie contre Adanaspor. Une semaine plus tard, il a fait ses débuts en championnat contre Samsunspor.
En juillet, Fenerbahçe a signé Krunić avec un contrat de trois ans.
Le 3 septembre 2024, il a été annoncé que Krunić avait été transféré au club serbe de l'Étoile Rouge de Belgrade.

## Carrière internationale
Krunić a été membre de l'équipe des moins de 21 ans de la Bosnie-Herzégovine sous la direction de l'entraîneur Vlado Jagodić.
En novembre 2015, il a reçu sa première convocation en équipe senior, pour les barrages de qualification à l'Euro 2016 contre l'équipe de république d'Irlande, mais il a dû attendre le 3 juin 2016 pour faire ses débuts lors d'une rencontre de la Coupe Kirin 2016 contre le Danemark.
Le 23 mars 2019, lors d'un match de qualification pour l'Euro 2020 contre l'Arménie, Krunić a marqué son premier but en sélection senior.

## Statistiques
| Saison                | Club                  | Championnat           | Championnat | Championnat | Championnat | Coupe(s) nationale(s) | Coupe(s) nationale(s) | Coupe(s) nationale(s) | Compétition(s) continentale(s) | Compétition(s) continentale(s) | Compétition(s) continentale(s) | Compétition(s) continentale(s) | Total | Total | Total |
| Saison                | Club                  | Division              | M.          | B.          | P.d.        | M.                    | B.                    | P.d.                  | Comp.                          | M.                             | B.                             | P.d.                           | M.    | B.    | P.d.  |
| 2012-2013             | Sutjeska Foča         | Division 1            | 15          | 3           | 0           | 3                     | 0                     | 0                     | -                              | -                              | -                              | -                              | 18    | 3     | 0     |
| Sous-total            | Sous-total            | Sous-total            | 15          | 3           | 0           | 3                     | 0                     | 0                     | -                              | -                              | -                              | -                              | 18    | 3     | 0     |
| 2012-2013             | FK Donji Srem         | SuperLiga             | 13          | 2           | 0           | 0                     | 0                     | 0                     | -                              | -                              | -                              | -                              | 13    | 2     | 0     |
| 2013-2014             | FK Donji Srem         | SuperLiga             | 27          | 2           | 6           | 2                     | 0                     | 0                     | -                              | -                              | -                              | -                              | 29    | 2     | 6     |
| 2014-2015             | FK Donji Srem         | SuperLiga             | 11          | 1           | 0           | 1                     | 0                     | 0                     | -                              | -                              | -                              | -                              | 12    | 1     | 0     |
| Sous-total            | Sous-total            | Sous-total            | 51          | 5           | 6           | 3                     | 0                     | 0                     | -                              | -                              | -                              | -                              | 54    | 5     | 6     |
| 2014-2015             | FK Borac Čačak        | SuperLiga             | 13          | 2           | 2           | 0                     | 0                     | 0                     | -                              | -                              | -                              | -                              | 13    | 2     | 2     |
| Sous-total            | Sous-total            | Sous-total            | 13          | 2           | 2           | 0                     | 0                     | 0                     | -                              | -                              | -                              | -                              | 13    | 2     | 2     |
| 2015-2016             | Empoli FC             | Serie A               | 15          | 1           | 0           | 1                     | 0                     | 0                     | -                              | -                              | -                              | -                              | 16    | 1     | 0     |
| 2016-2017             | Empoli FC             | Serie A               | 32          | 2           | 1           | 1                     | 0                     | 0                     | -                              | -                              | -                              | -                              | 33    | 2     | 1     |
| 2017-2018             | Empoli FC             | Serie B               | 36          | 5           | 7           | 0                     | 0                     | 0                     | -                              | -                              | -                              | -                              | 36    | 5     | 7     |
| 2018-2019             | Empoli FC             | Serie A               | 33          | 5           | 7           | 1                     | 0                     | 0                     | -                              | -                              | -                              | -                              | 34    | 5     | 7     |
| Sous-total            | Sous-total            | Sous-total            | 116         | 13          | 15          | 3                     | 0                     | 0                     | -                              | -                              | -                              | -                              | 119   | 13    | 15    |
| 2019-2020             | AC Milan              | Serie A               | 15          | 0           | 1           | 3                     | 0                     | 0                     | -                              | -                              | -                              | -                              | 18    | 0     | 1     |
| 2020-2021             | AC Milan              | Serie A               | 25          | 1           | 2           | 1                     | 0                     | 0                     | C3                             | 12                             | 1                              | 1                              | 38    | 2     | 3     |
| 2021-2022             | AC Milan              | Serie A               | 27          | 0           | 1           | 3                     | 0                     | 0                     | C1                             | 5                              | 0                              | 0                              | 35    | 0     | 1     |
| 2022-2023             | AC Milan              | Serie A               | 22          | 0           | 1           | -                     | -                     | -                     | C1                             | 12                             | 1                              | 0                              | 34    | 1     | 1     |
| 2023-2024             | AC Milan              | Serie A               | 10          | 0           | 0           | -                     | -                     | -                     | C1                             | 4                              | 0                              | 0                              | 14    | 0     | 0     |
| Sous-total            | Sous-total            | Sous-total            | 101         | 1           | 5           | 7                     | 0                     | 0                     | -                              | 32                             | 2                              | 1                              | 140   | 3     | 6     |
| 2023-2024             | Fenerbahçe (prêt)     | Süper Lig             | 12          | 0           | 0           | 3                     | 0                     | 1                     | C4                             | 3                              | 0                              | 0                              | 18    | 0     | 1     |
| 2024-2025             | Fenerbahçe            | Süper Lig             | 1           | 0           | 0           | 0                     | 0                     | 0                     | C1                             | 3                              | 0                              | 0                              | 4     | 0     | 0     |
| Sous-total            | Sous-total            | Sous-total            | 13          | 0           | 0           | 3                     | 0                     | 1                     | -                              | 6                              | 0                              | 0                              | 22    | 0     | 1     |
| Total sur la carrière | Total sur la carrière | Total sur la carrière | 309         | 21          | 28          | 19                    | 0                     | 1                     | -                              | 38                             | 2                              | 1                              | 366   | 23    | 30    |

## Palmarès
Empoli FC
- Serie B
  - 2018

 AC Milan
- Championnat d'Italie de football :
  - Champion : 2022
  - Vice-champion en 2021